# Гвиана

Карта Гвианы

Гвиа́на (англ. Guyana, фр. Guyane, исп. Guayana, нидерл. Guyana's; в пер. с индейск. языков — «Страна многих вод») — регион на северо-восточном побережье Южной Америки, включающий в себя следующие территории:
- Гайана (ранее — Британская Гвиана) — государство, расположенное между Гайанскими горами и рекой Корантейном.
- Суринам (ранее — Нидерландская Гвиана) — государство, расположенное между реками Корантейном и Марони.
- Французская Гвиана — заморский регион Франции, расположенный между реками Марони и Ояпоком.
- Бразильская Гвиана (ранее — Португальская Гвиана) — регион на севере Бразилии между реками Ояпоком и Амазонкой, ныне являющийся бразильским штатом Амапа.
- Венесуэльская Гуаяна[исп.] (ранее — Провинция Гуаяна[исп.]; Испанская Гвиана) — политико-административный регион Венесуэлы, расположенный на юго-востоке страны и прилегающий к государству Гайана.